# 杰尼斯·什梅加尔
杰尼斯·阿纳托利約维奇·什梅加尔（烏克蘭語：Денис Анатолійович Шмигаль，羅馬化：Denys Anatoliiovych Shmyhal，發音：[deˈnɪs ɐnɐˈtɔl⁽ʲ⁾ijowɪtʃ ʃmɪˈɦɑlʲ]；1975年10月15日—），乌克兰政治人物、商人、工程師、经济學者 。現任烏克蘭國防部長。2020年3月4日至2025年7月17日期間任乌克兰总理（第17任）。2025年7月15日向烏克蘭國會提交辭職信，國會翌日以261票贊成，通過接受什梅哈爾的辭職，什梅哈爾與所有內閣部長將會代理職務直至總統提名新總理並得到國會通過。其後獲任命為烏克蘭國防部長。
从2019年8月1日起直到2020年2月5日什梅加尔担任伊万诺-弗兰科夫斯克州州长。2020年2月4日至2020年3月4日，擔任烏克蘭副總理和区域发展部部长。

## 个人履历
1997年，他从利沃夫理工学院毕业。2003年获得经济学副博士学位。什米加尔在利沃夫州立国家行政管理局担任经济系主任。他还曾在国税部任职。2009年到2013年12月，他在利沃夫州擔任多個主要政治職務。2012年，他成为经济和产业政策部的负责人。
2009年到2011年期間，他擔任利沃夫州政府經濟部門的負責人。在那裡，他遇到了奧列·涅姆奇諾夫並與他共事，他將在2020年，成為什米哈爾政府內閣部長。
2012年全年，什梅哈爾成為經濟和產業政策部部長。
2013年，他擔任經濟發展、投資部部長，貿易和工業。
在2014年初議會選舉中，他是利沃夫州第121選區的人民代表候選人。
2015年烏克蘭地方選舉，他是人民黨利沃夫州議會代表候選人。
2015年到2017年，他曾担任利沃夫冷冻产品经销商TVK Lvivkholod公司的副总裁。
2018年到2019年，他担任Burshtyn TES（布舒汀TES）的总监。
2019年，他是利沃夫州州長候選人。
2019年8月1日至2020年2月5日擔任伊萬諾-弗蘭科夫斯克州州長。
什米加尔于2020年3月取代阿列克谢·贡恰鲁克担任乌克兰总理。國家投資委員會成員（自2020年3月12日起）。國家安全委員會成員（自2020年3月13日起）。
2025年7月15日的什梅哈爾烏克蘭國會提交辭職信，國會翌日以261票贊成、無人反對、4票棄權下，通過接受什梅哈爾的辭職，並解散其內閣，什梅哈爾與所有內閣部長將會代理職務直至總統提名新總理並得到國會通過。

## 家庭
- 妻子 - 卡特琳娜·阿納托利伊芙娜·什梅哈爾。此前，她在利沃夫經營一家企業，是利沃夫卡姆亞內茨卡麵包店和NextBike自行車租賃連鎖店的共同所有人。女兒安娜和索菲亞出生在這個家庭。